# Aletomeryx
Genre
Espèces de rang inférieur
- † Aletomeryx gracilis
- † Aletomeryx marslandensis
- † Aletomeryx occidentalis

Aletomeryx est un genre fossile d'ongulés artiodactyles d'Amérique du Nord ayant vécu au début du Miocène (entre 20.6 et 16,3 millions d'années avant notre ère).

## Taxonomie
Aletomeryx a été nommé par Richard Swann Lull (1920). Il est le genre-type des Aletomerycinae et des Aletomerycini. Il a été classé dans la sous-famille des Dromomerycinae par Lull (1920), puis Janis et Manning (1998) ; et parmi les Aletomerycini par Prothero et Liter (2007),,.

## Distribution
Des fossiles d’Aletomeryx ont été découverts dans le Comté de Gadsden en Floride, dans la province du Saskatchewan au Canada, à Boron en Californie et sur différents sites du Nebraska et du Wyoming.